# Лазурное (Херсонская область)
Лазурное (укр. Лазурне) — посёлок в Скадовском районе Херсонской области Украины. Центр Лазурненской поселковой общины.
Сегодня это небольшой курорт Черноморского побережья Херсонской области.

## Географическое расположение
Посёлок расположен в 38 км к западу от районного центра города Скадовск и в 110 км от города Херсон. К западу от села расположено озеро Устричное.

## История
Первое письменное упоминание о Софиевке (Лазурное) относится к 1803 году. Основано французом Вильгельмом Рувье. Названо было в честь его дочери Софии, на которой впоследствии женился его управляющий — Рене Вассаль. В конце ноября 1905 г. местные крестьяне разгромили экономию помещика-колониста Вассаля. В 1920 году посёлок получает название Новоалексеевка. В 1923 году Лазурное входит в новообразованный Скадовский район. Новоалексеевский сельский совет образован в 1921 году, в который вошли также выселки Новороссийское, хутор Устричное (расформирован в 1958 году) и село Новогригорьевка (расформировано в 1973 году). В 1975 году жители Устричного и Новогригорьевки переселены в Новоалексеевку. Современное название и статус посёлка городского типа, Лазурное получило 4 декабря 1975 года.
В мае 1995 года Кабинет министров Украины утвердил решение о приватизации находившегося здесь совхоза.
В 2022 году, во время вторжения России на Украину, посёлок городского типа был захвачен. На данный момент находится под оккупацией войск РФ.

## Инфраструктура
В поселке Лазурное есть автостанция, аптеки, поликлиника, отделения операторов «Новая Почта» и «Укрпочта», банкомат КБ Приватбанк, средняя школа, стадион и отделение полиции.
Также имеется библиотека с книжным фондом 10,7 тыс. экземпляров, дом культуры с залом на 400 мест, амбулатория (12 медработников, в том числе 2 врача), детский сад на 160 мест, узел связи, универмаг и торговый центр формата Cash&Carry от местной розничной сети «Супер-Сам».
Из курортных заведений здесь расположены более 30 баз отдыха, пансионатов и детских оздоровительных лагерей, часть которых готовы принимать посетителей круглый год.

## Галерея

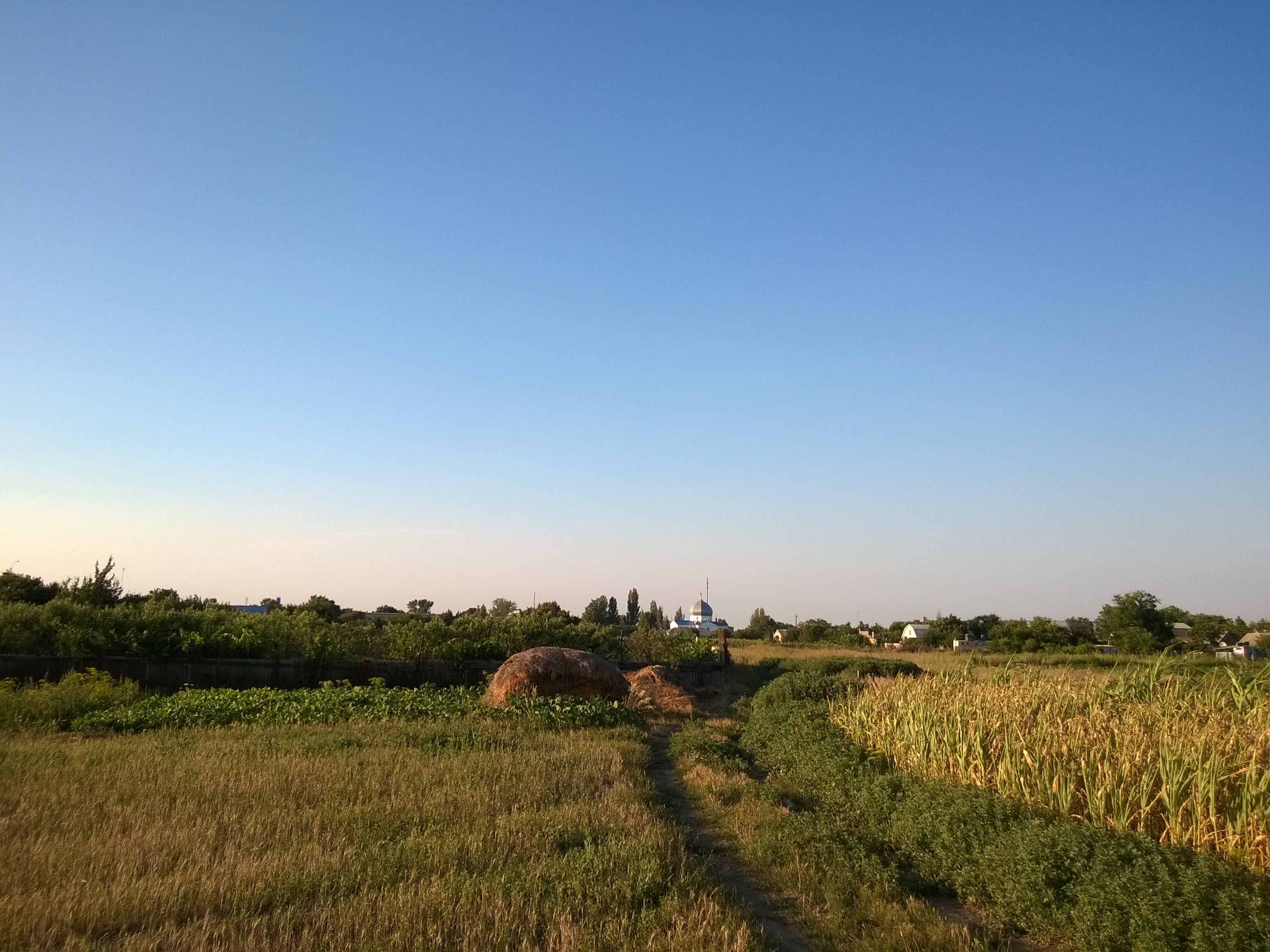
Лазурное
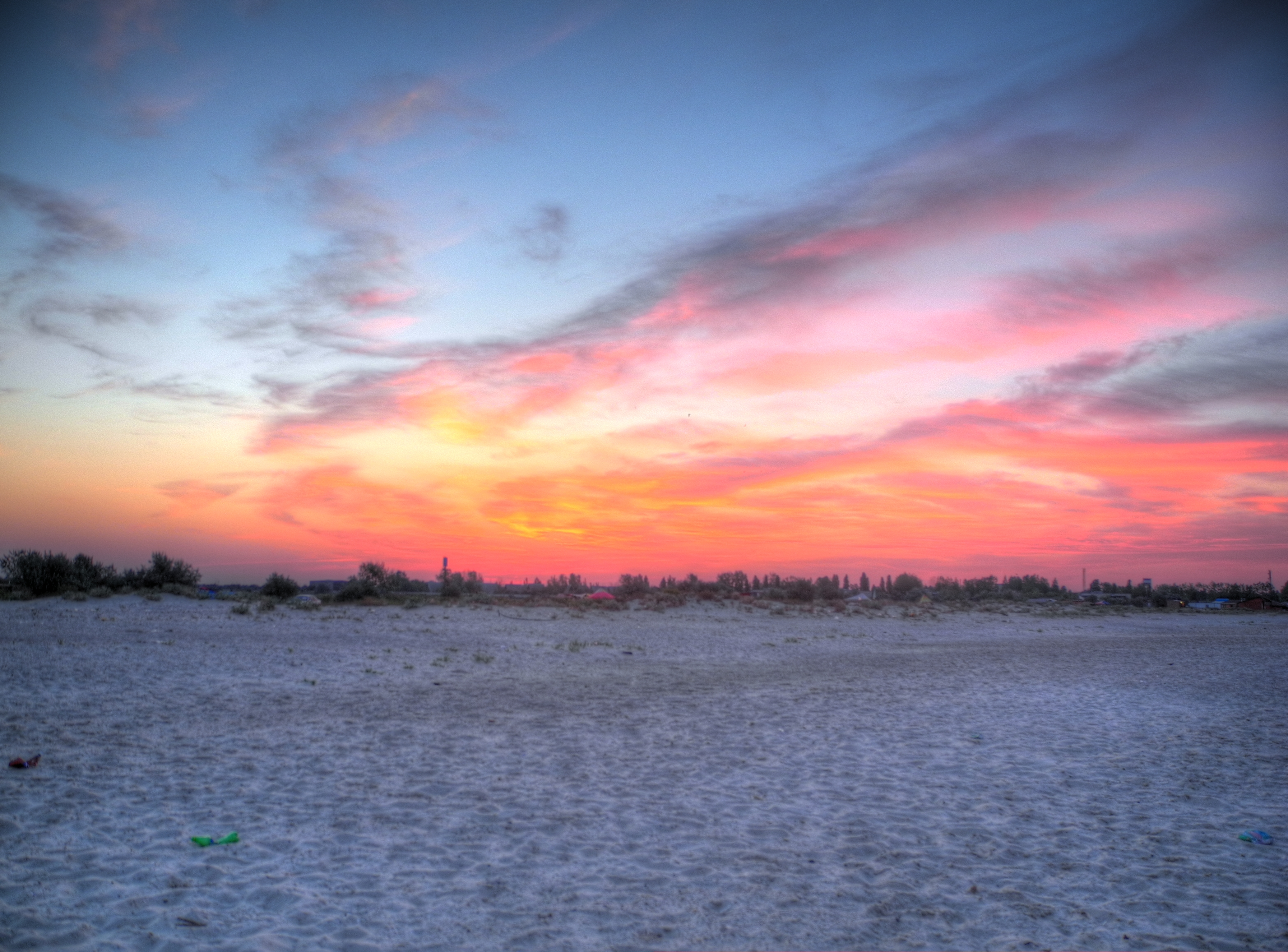
Пляж за пгт Лазурное, рассвет
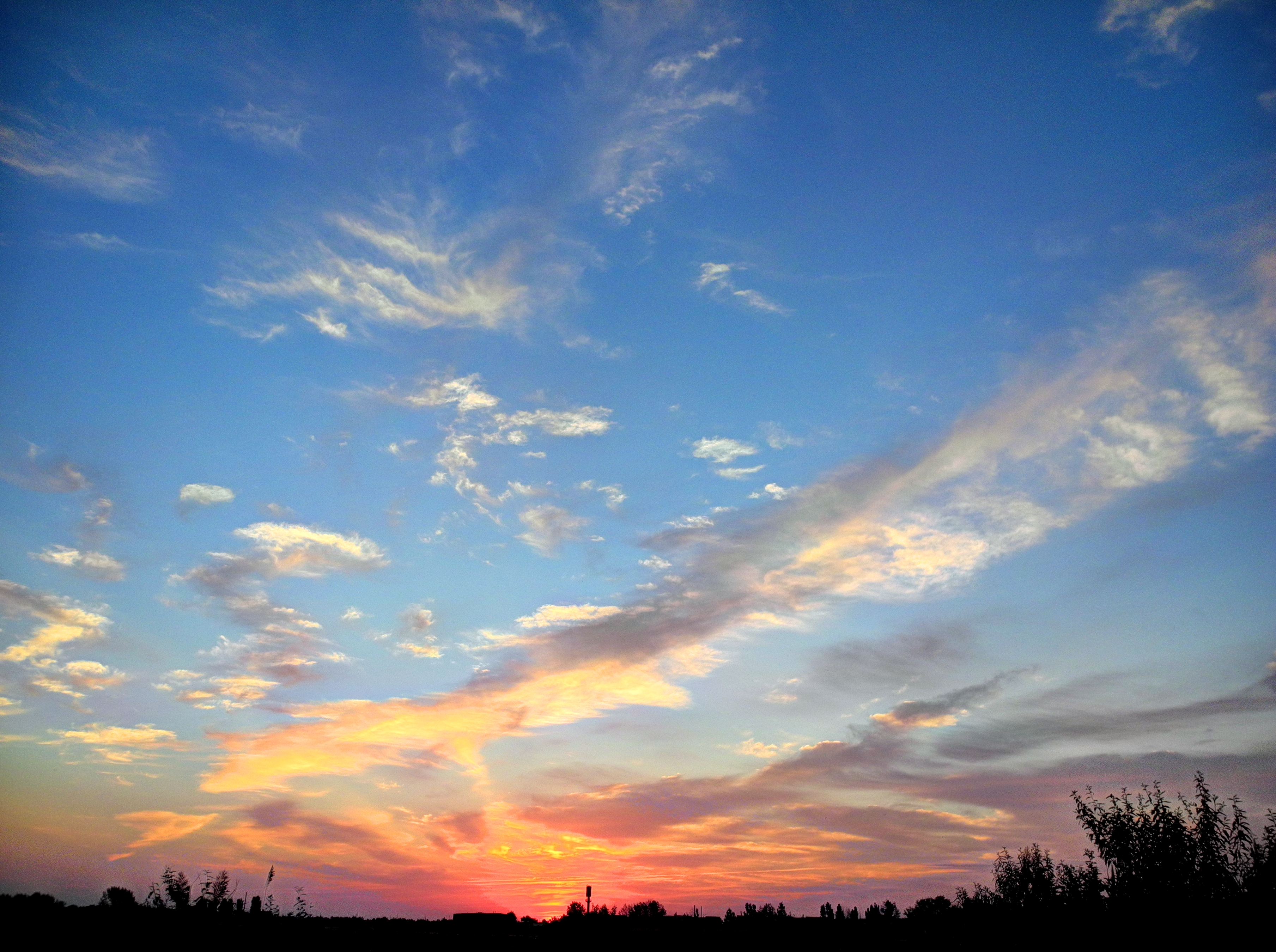
Пляж за пгт Лазурное, рассвет
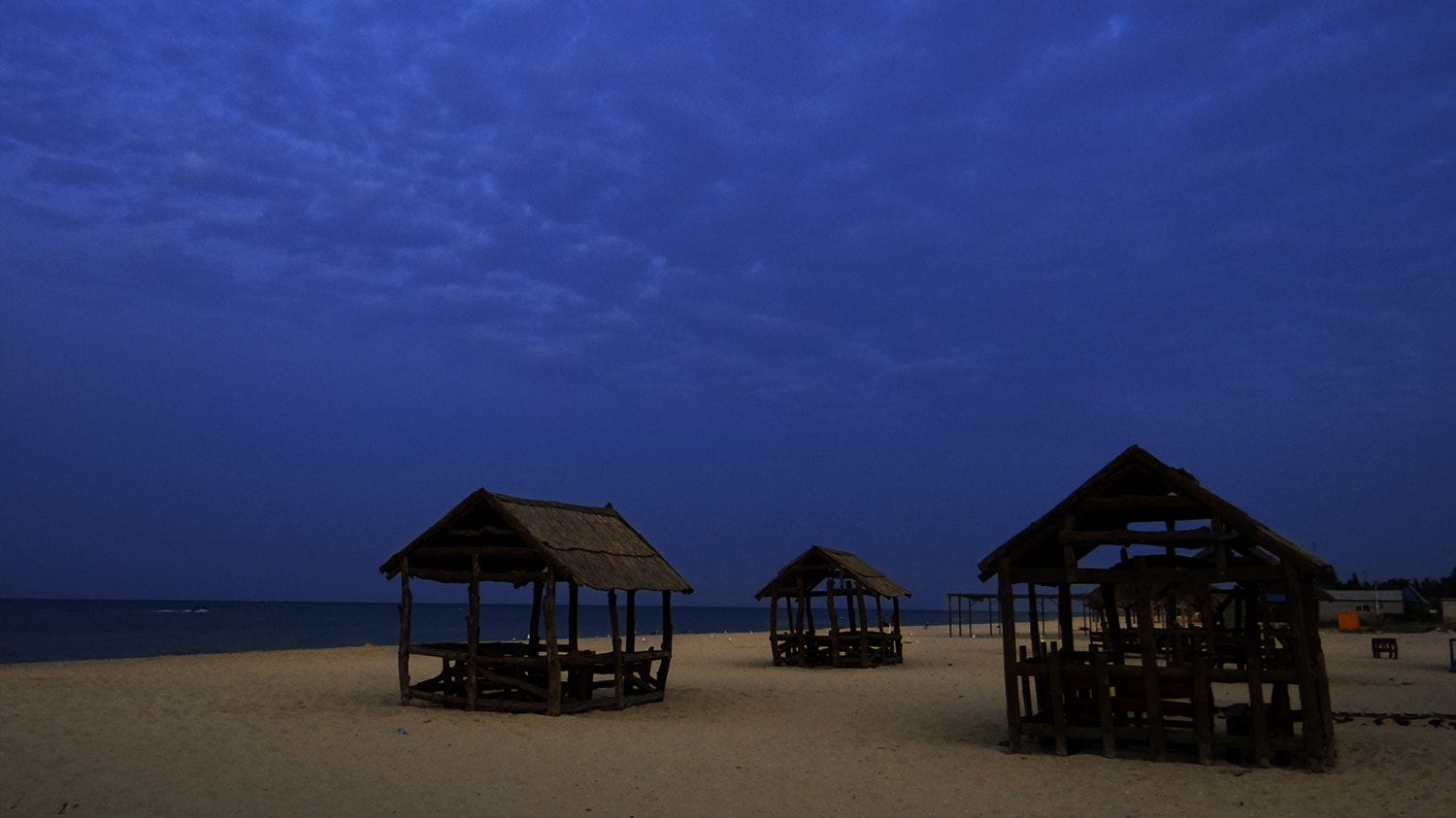
Пляж за пгт Лазурное